# アデノシン三リン酸
アデノシン三リン酸（アデノシンさんリンさん、英: adenosine triphosphate）とは、アデノシンのリボースに3分子のリン酸が付き、2個の高エネルギーリン酸結合を持つヌクレオチドである。リボースの5位の炭素に、リン酸が結合しているため、アデノシン 5'-三リン酸などとも書かれる。しばしば「adenosine triphosphate」から取ったアルファベットを並べて「ATP（エー・ティー・ピー）」と呼称される。本稿では以後、ATPと略記する。

## 所在
ATPは真核生物や真正細菌など、既知の地球生物の全ての細胞が利用している解糖系でも産生される物質であるため、地球上の生物の体内に広く分布する。生体内では、リン酸1分子、または、リン酸2分子が離れたり結合したりする事で、エネルギーの放出・貯蔵を行う。なお例えば、糖に限らず、真核生物が脂肪酸やアミノ酸などをエネルギーとして利用する際も、例えば、一部はGTPに変換されて、そのままGTPが別の用途に用いられる場合など例外はあるものの、主にATPに変換してからエネルギーとして利用し、色々な用途に活用している。これらの理由のため、既知の地球生物の各細胞には普遍的にATPが存在する。
なお、しばしば地球生物の細胞は、ATPを経由して物質のエネルギーを利用しているため、ATPは「生体のエネルギー通貨」とも形容される。

## 構造とエネルギー
プリン塩基であるアデニンに、単糖のリボースがN-グリコシド結合により結合したアデノシンを基本構造として、リボースの 5'-ヒドロキシ基にリン酸エステル結合によりリン酸基が結合し、さらにリン酸が2分子連続して無水結合で結合した構造である。この、リン酸基同士の結合（リン酸無水結合）は、エネルギー的に不安定であり、このリン酸基の加水分解による切断反応や、他の分子にリン酸基を転移させる反応（切断した両リン酸基の端に、反応により新たに生成する、より安定な化学結合の生成に伴って）で、エネルギーを放出する。ATPのリン酸基の加水分解や転位反応は、正味の自由エネルギーの減少を伴うエネルギー放出反応であり、あたかもATPのリン酸基同士の結合の切断が生体内の化学反応の実質的な推進力であるかのように見えるため、この意味において、この結合は「高エネルギーリン酸結合」と呼ばれており、これはリン原子が3つ繋がった状態である。
エネルギーの収支式を以下に示す（ΔG°’（標準自由エネルギー変化））。
ATP + H2O → ADP（アデノシン二リン酸） + Pi（リン酸）
ATP + H2O → AMP（アデノシン一リン酸、アデニル酸） + PPi（ピロリン酸）
この標準自由エネルギー変化は、一般的なリン酸エステル化合物のリン酸エステル結合の加水分解の標準自由エネルギー変化（ΔG°’ = −3〜4 kcal/mol）などに比べ非常に大きいので、このようなリン酸エステル化合物が、ATPからのリン酸基の転移により生成する反応の標準自由エネルギー変化は、全体として負の値であり、この反応はATPからリン酸エステル化合物へのリン酸転移の方向に自発的に進む。さらに細胞内では、ATP濃度はADPの10倍程高く、リン酸濃度も標準状態 (1.0 M) より、はるかに低い (1〜10 mM程度) ため、細胞内の環境ではATPの高エネルギーリン酸結合の加水分解に伴って実際に放出されるエネルギー（自由エネルギー変化 ΔG）は、より大きく、−10〜11 kcal/mol に達する。

## 生合成
ATPは主にATP合成酵素において酸化的リン酸化、光リン酸化によって生じる。
ADP + Pi → ATP

また、解糖系やクエン酸回路などでもATPは合成される。
GTP（グアノシン三リン酸）については、以下の反応式でATPと相互変換する。
GTP + ADP ⇔ GDP + ATP (ΔG°’ 〜0)
また、細胞内では、アデニル酸キナーゼの働きにより、ATP, ADP, AMPが次の反応による平衡混合物として存在し、ATPはADPからも一部再生される。
2 ADP ⇔ ATP + AMP (ΔG°’ 〜0)

## ATPの役割
ATPはエネルギーを要する生物体の反応素過程には必ず使用されている。例えば、哺乳類の骨格筋100 gあたりに、ATPは0.4 g程度存在する。反応・役割の例については、以下の物などが挙げられる。
- 解糖系 - グルコースのリン酸化など。
- 筋収縮 - アクチン・ミオシンの収縮。
- 能動輸送 - イオンポンプなど。
- 生合成 - 糖新生、還元的クエン酸回路、尿素回路など。
- タンパク質の形状正常化 - タンパク質の安定化に関わる分子シャペロンもATPを利用する。
- 原料 - アデニル酸サイクラーゼによって、ATPはcAMPに変換される。また、RNA合成の前駆体などでもある。
- 発光タンパク質 - ルシフェラーゼなど。
- 発電 - 電気ウナギに見られる筋肉性発電装置。
- 発熱 - 反応の余剰エネルギーなど。

なお、リン酸基の付加はリン酸基転移酵素（キナーゼ）によって行われる。

## 用途

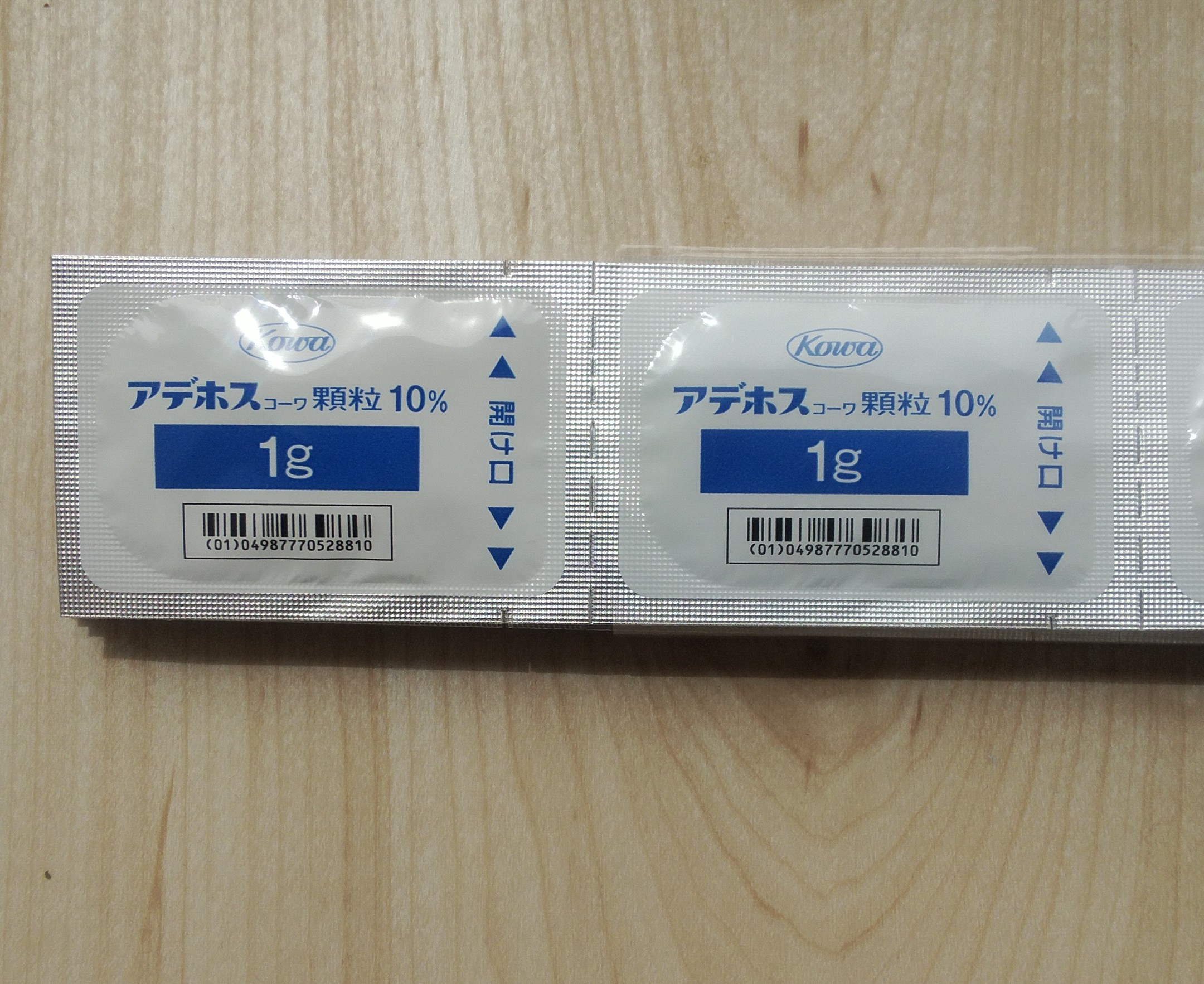
有効成分としてATP-2Naを配合した内服薬

ATPは、医薬品としても利用されている。日本では2011年現在、調節性眼精疲労の症状改善、消化管機能低下が起きている者の慢性胃炎の症状改善、心不全の症状改善、頭部外傷後遺症の症状改善に用いられる。この他、2017年現在、日本ではATPの顆粒製剤のみは、メニエール病や内耳障害を原因とするめまいの改善にも用いられる。なお、消化管機能低下が起きている者の慢性胃炎については軽症患者の自覚症状の改善に有効だったとされている。

## 歴史
- 1929年 - Fiske、Subbarowら、そしてLoehmannによって独自に、不安定なリン酸結合を持つヌクレオチドとして発見された。当初、ATPはエネルギー通貨ではなく、リン酸供与体の一部として認識されていた。
- 1931年 - Loehmann、Meyerhofによって解糖系にATPが用いられる事が明らかになった。
- 1939年 - Engelhardtらによって、筋収縮のタンパク質であるミオシンが、ATPを加水分解する活性を有する事が明らかになった。同年、フリッツ・アルベルト・リップマンによってATPは代謝に中心的な役割を果たしている事が提唱された。
- 1941年 - セント＝ジェルジ・アルベルトによってミオシンが、ATPによって収縮する事が明らかになった。
- 1942年 - セント＝ジェルジによってアクチン、ミオシン、ATPが筋収縮の基本的な構成単位である事が明らかになった。

これらのハンガリー学派の筋収縮に関する一連の研究が「ATPは生体のエネルギー通貨」であるという認識を構築していった。また、ATPが能動輸送に関係することが1957年、イェンス・スコウらによって明らかにされ（Na+, K+-ATPaseの発見）、ATP利用系のフォーマットが現在に至るまで構築されている。
ATP合成系の歴史については、以下の通りである。
- 1951年 - Lehningerによって呼吸鎖複合体の電子伝達およびATPの合成は共役しているという「酸化的リン酸化」が提唱された。
- 1961年 - Mitchellによってプロトンの電気化学ポテンシャルがATPの合成に寄与していると言う「化学浸透圧仮説」が提唱された。
- 1963年 - Avronによって葉緑体のチラコイド膜上に球状突起が見出され、この構造体がATP合成に関係した酵素であると推定された。
- 1966年 - Jagendorfらによって葉緑体でのpHジャンプによるATP合成系のモデルが提唱された。
- 1975年 - RackerとStoeckeniusによって、脂質二重層を用いたATP合成酵素およびバクテリオロドプシンの実験によって、ATP合成が電気化学的ポテンシャルによって行われる事を明らかにした。
- 1978年 - 化学浸透圧説を唱えたMitchellがノーベル化学賞を受賞した。
- 1981年 - BoyerがATP合成酵素の「回転触媒仮説」を提唱した。
- 1994年 - WalkerらによってウシATP合成酵素のF1サブユニットのX線結晶構造解析が行われ、その立体構造が明らかになった。
- 1997年 - Boyer、WalkerらがATP合成酵素の反応素過程を解明した業績で、ノーベル化学賞を受賞した。
- 2008年 - 岡山大学の森山芳則教授らの研究グループがATPのトランスポーターを特定し、3月25日『米国科学アカデミー紀要 (PNAS)』電子版に掲載・発表された論文において、これを「小胞型ヌクレオチド・トランスポーター (vesicular nucleotide transporter, VNUT)」と命名した[5][注釈 2]。